# Juan José Martín González
Juan José Martín González (Alcazarquivir, protectorado español de Marruecos, España, 8 de febrero de 1923 - Valladolid, 24 de julio de 2009) fue un historiador del arte, académico y catedrático de universidad español. 

## Biografía
Ejerció como profesor en las universidades de La Laguna, Santiago de Compostela y últimamente en la Universidad de Valladolid, donde desarrolló la mayor parte de su trayectoria hasta su jubilación. Fue director del Departamento de Historia del Arte de la Universidad de Valladolid donde llevó a cabo una prolífica labor investigadora, publicando numerosos libros y artículos científicos y divulgativos. En este ámbito, formó a numerosos discípulos (C. Julia Ara Gil, Mª Antonia Fernández del Hoyo, Felipe Heras, Jesús Mª Parrado del Olmo, Javier Rivera Blanco o Jesús Urrea entre otros), quienes, partiendo de su metodología y enseñanzas, abordaron el estudio y defensa del patrimonio en numerosas tesis doctorales y publicaciones. 
En 1975 pronunció el pregón de la Semana Santa de Valladolid, cuyo arte penitencial (edificios y pasos procesionales) analizó en diferentes publicaciones. 
En 2002, Martín González fue investido doctor honoris causa por la Universidad de Coímbra, acto que, por su delicado estado de salud, tuvo que celebrarse en Valladolid en 2003. Seis años después, el 24 de julio de 2009, falleció en Valladolid a los 86 años de edad.

## Reconocimientos
- Académico numerario de la Academia de Bellas Artes de San Fernando (Madrid).
- Académico de la Academia de Bellas Artes de la Purísima Concepción (Valladolid).
- Académico de la Academia de Bellas Artes de Lisboa (Portugal).
- Catedrático Emérito de la Universidad de Valladolid.
- (2002) Doctor Honoris Causa por la Universidad de Coímbra (Portugal).

## Publicaciones

### Libros.
- — (1954). Juan de Juni. Madrid: Instituto Diego Velázquez del CSIC.
- — (1958). Escultura barroca castellana. Madrid: Fundación Lázaro Galdiano.
- — (1958). El pintor canario Cristóbal Hernández de Quintana, La Laguna: Universidad de La Laguna. Secretariado de Publicaciones.
- — (1961). La huella española en la escultura portuguesa (Renacimiento y Barroco), Santiago de Compostela: Universidad, Secretariado de Publicaciones.
- — (1964). Historia de la Pintura. Madrid: Gredos.
- — (1967). Arquitectura barroca vallisoletana. Valladolid: Diputación de Valladolid.
- — (1968). Guías artísticas de España. Provincia de Valladolid. Barcelona: Editorial Aries.
- — (dir.). (1970). Inventario de Valladolid y su provincia. Valladolid: Servicio Nacional de Información Artística, Arqueológica y Etnológica.
- — (1972). Velázquez. Bilbao: Moretón.
- — (1972). Surcos de Castilla. Valladolid.
- — (1973). Historia de la arquitectura. Madrid: Gredos.
- — (1973). Catálogo Monumental. Antiguo Partido Judicial de Valladolid. Valladolid: Diputación de Vallaodlid. ISBN: 84-500-5822-8.

- — (1974). Historia del Arte. 2 vols. Madrid: Gredos.
- — (1974). Juan de Juni: vida y obra, Madrid: Patronato Nacional de Museos.
- — (1976). Monumentos civiles de la ciudad de Valladolid, Valladolid: Diputación Provincial.
- — (1977). Inventario artístico de Palencia y su provincia. Madrid: Servicio. de Publicaciones del Ministerio de Educación y Ciencia.
- — (1980). El escultor Gregorio Fernández. Madrid: Ministerio de Cultura.
- — (1983). Escultura barroca de España (1600-1770). Madrid: Manuales de Arte Cátedra.
- — (1983). Catálogo Monumental de la provincia de Valladolid, XIII. Monumentos civiles de la ciudad de Valladolid. Valladolid: Institución Cultural Simancas.
- — (1984). El artista en la sociedad española del siglo XVIII. Madrid: Cátedra.
- — (1985). El escultor en el Siglo de Oro, discurso de ingreso en la Real Academia de Bellas Artes de San Fernando. Madrid: Real Academia de Bellas Artes de San Fernando.
- — (1985). El románico español. Badajoz: Universidad de Extremadura, Servicio de Publicaciones.
- — (1986). Las claves de la escultura. Barcelona: Ariel, 1986.
- — (coord.) (1989). Escultura de Castilla y León. Siglos XVI-XVIII. Zaragoza, del 23 de mayo al 30 de junio de 1989. Zaragoza: Obra Social de la Caja de Ahorros y Monte de Piedad de Zaragoza, Aragón y Rioja.
- — (1986). Valladolid. Madrid: Everest.
- — (1990). Las claves de la escultura. Barcelona: Planeta.
- — (1990). La colección artística de la Universidad de Valladolid. Valladolid: Universidad de Valladolid.
- — (1990). Luis Salvador Carmona: escultor y académico. Madrid: Alpuerto.
- — (1991). Escultura barroca en España, 1600-1770. Madrid: Cátedra.
- — (1993). El retablo barroco en España. Madrid: Alpuerto.
- — (1991). El escultor en palacio. Viaje a través de la escultura de los Austrias. Madrid: Gredos.
- — (1993). El retablo barroco en España. Madrid: Alpuerto.
- — (1994). Museos de España. Madrid: F&G, D.L.
- — (1994). Tordesillas histórica y artística. Valladolid: Sociedad V Centenario del Tratado de Tordesillas.
- — (1996). El monumento conmemorativo en España: 1875-1975. Valladolid: Universidad de Valladolid, Secretariado de Publicaciones e Intercambio Científico.
- — (1997). La Universidad de Valladolid. Valladolid: Secretariado de Publicaciones e Intercambio Científico de la Universidad de Valladolid.

### Artículos.
- — (1956). La sillería de la iglesia de Santa María. Archivo Español de Arte, t. XXIX, n.º 114 (1956), págs. 117-123.
- — (1993). La edición de los premios de la Real Academia de San Fernando. Boletín de la Real Academia de Bellas Artes de San Fernando, n.º 77, pp 75-98.
- — (1997). ¿Que hay debajo de la pintura?. Correo del arte: revista mensual de las artes plásticas, n.º 133, pp. 28-30.
- — (1997). Sagrario y manifestador en el retablo barroco español. Imafronte, n.º 12-13, 1996-1997, pp. 25-50.
- — (1995). La Torre de la Catedral de Valladolid. Boletín de la Real Academia de Bellas Artes de San Fernando, n.º 81, pp. 91-152.